# Anomabu
Anomabu est une ville du Ghana située dans la Région du Centre.

## Histoire
De 1640 à 1652, elle fit partie de la Côte-de-l'Or néerlandaise. Les Néerlandais y fondent un comptoir avant d'en être évincés par les Anglais, qui y construisent un fort en 1679. En plus de l'or, ce port est une plaque tournante de la traite négrière de la région. Le peuple fanti, qui dirigeait ce port commerçant, vendaient des esclaves capturés aux Européens.

## Patrimoine
Il s'y trouve l'ancien fort britannique, le Fort William.
Autrefois, il y avait aussi le Fort Charles, détruit en 1674 au profit de Cape Coast.

## Galerie

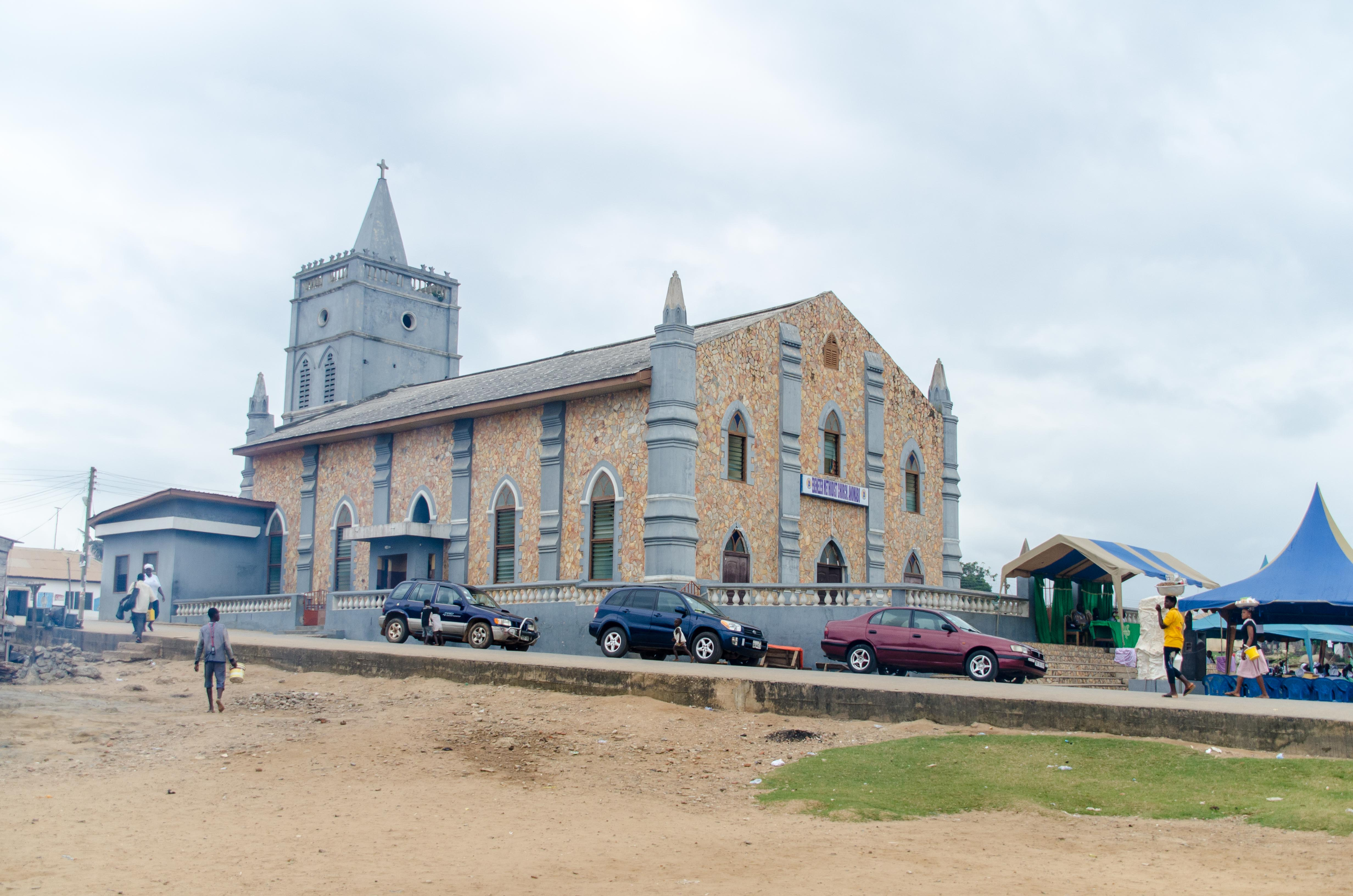
L'église méthodiste.
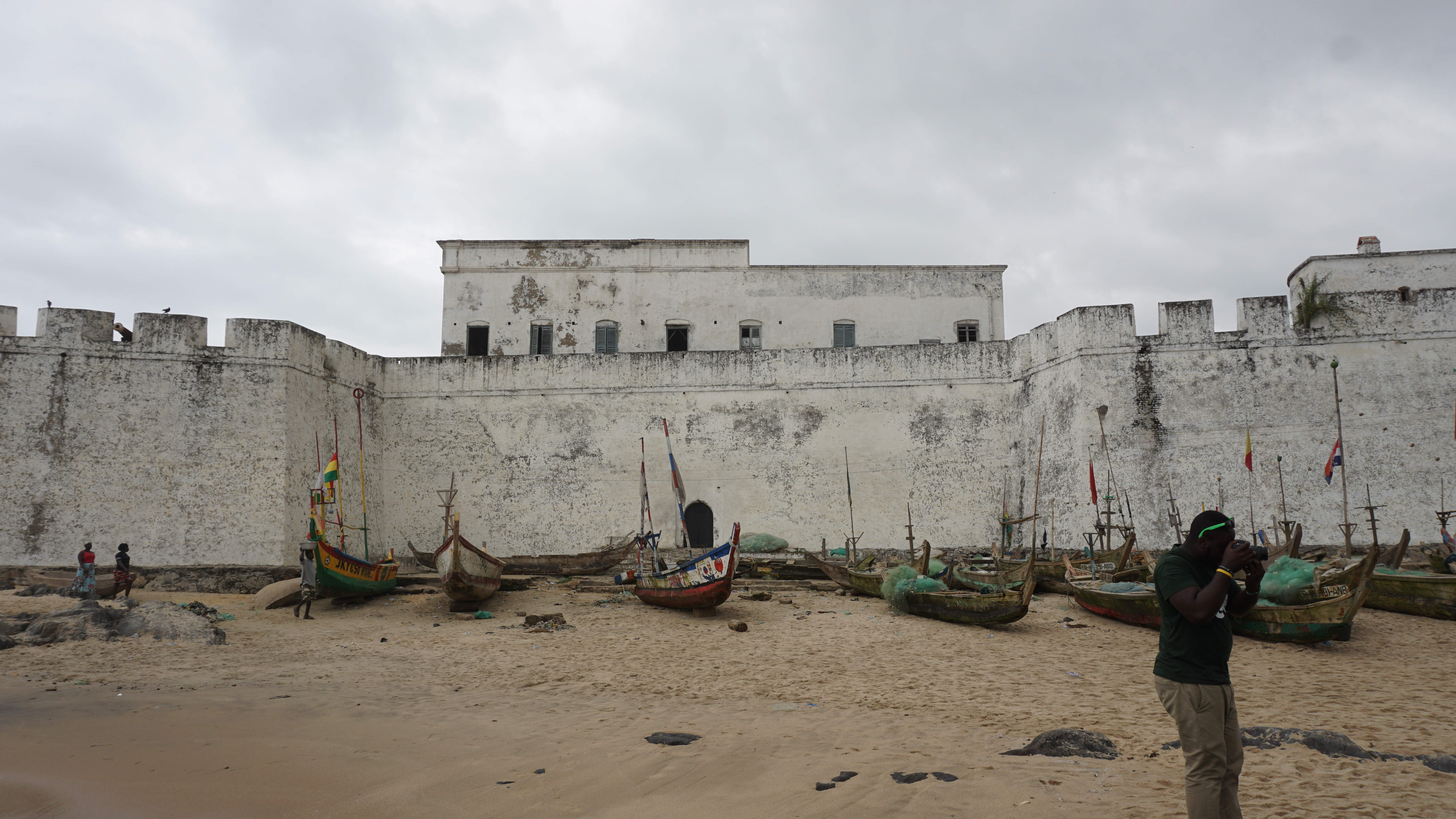
Le fort William.
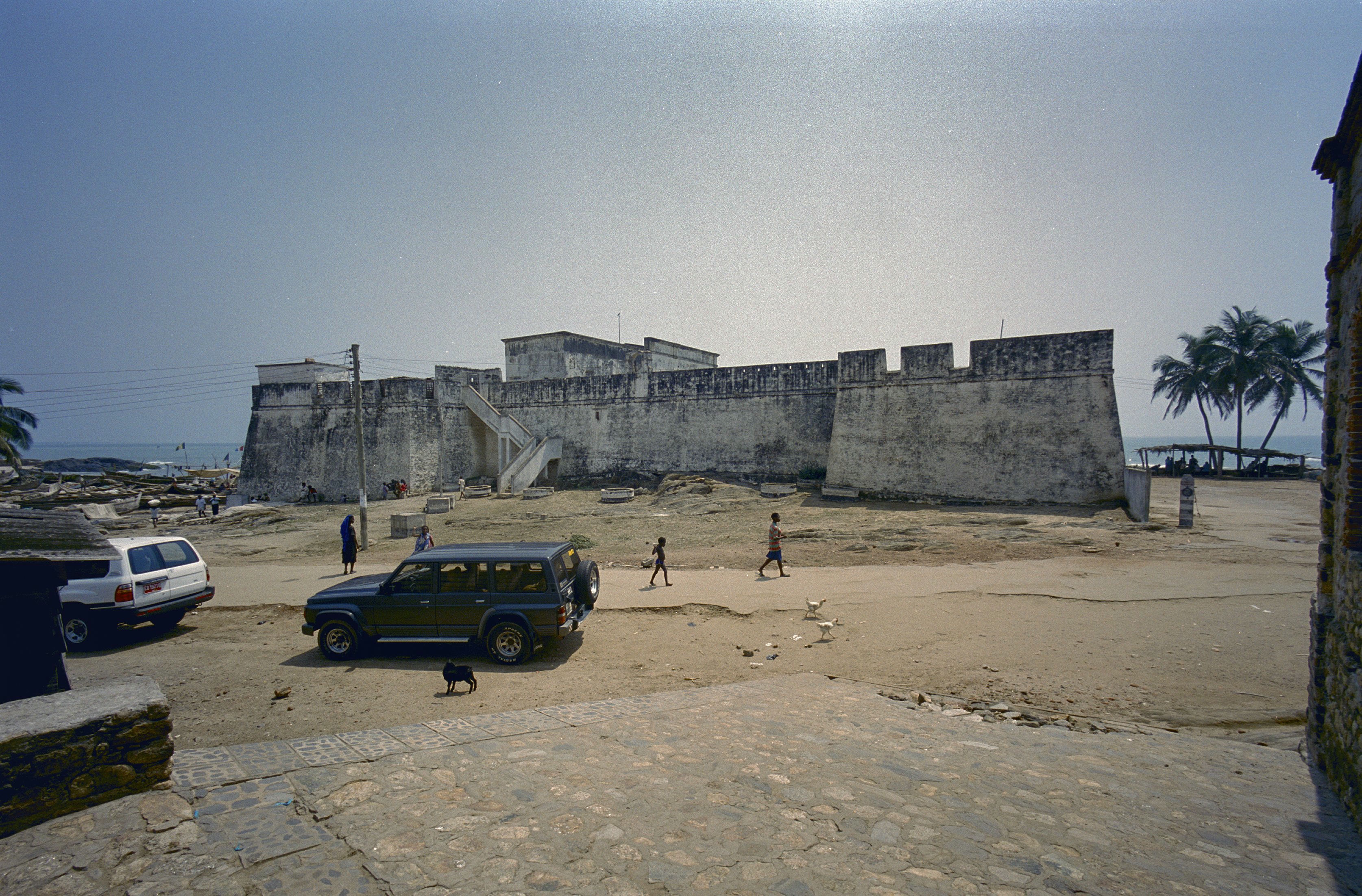
Le fort William.
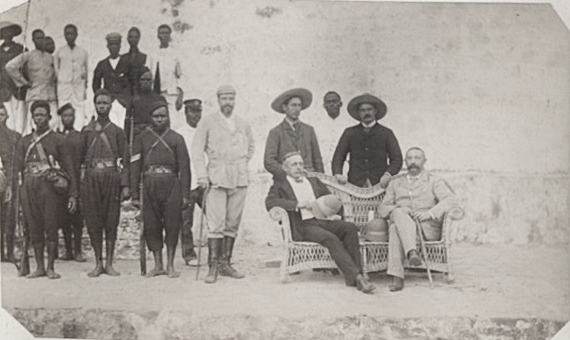